# Luis Fernando Cruz
Luis Fernando Cruz Ontiveros (16 de enero de 1997; Monterrey, Nuevo León, México) es un futbolista mexicano, juega como delantero y su actual equipo es el Club de Fútbol La Piedad de la Serie A de México. Presenta un padecimiento en el corazón, razón por la que descendió de división, actualmente está en la 3era división.

## Trayectoria
El 24 de junio de 2022 fue presentado como nuevo jugador de los Alacranes de Durango.

## Estadísticas

### Clubes
Actualizado al último partido jugado el 28 de enero de 2023.
| Tigres SD · México                                                            | 4.ª                 | 2012-13             | 23  | 9  | - | - | - | - | 23  | 9  | 0,39 |
| Tigres SD · México                                                            | Total               | Total               | 23  | 9  | 0 | 0 | 0 | 0 | 23  | 9  | 0,39 |
| Tigres Premier · México                                                       | 3.ª                 | 2013                | 2   | 0  | - | - | - | - | 2   | 0  | 0,00 |
| Tigres Premier · México                                                       | 3.ª                 | 2015                | 3   | 0  | - | - | - | - | 3   | 0  | 0,00 |
| Tigres Premier · México                                                       | Total               | Total               | 5   | 0  | 0 | 0 | 0 | 0 | 5   | 0  | 0,00 |
| Tigres UANL · México                                                          | 1.ª                 | 2014                | 0   | 0  | 2 | 0 | - | - | 2   | 0  | 0,00 |
| Tigres UANL · México                                                          | 1.ª                 | 2014-15             | 0   | 0  | 3 | 0 | - | - | 3   | 0  | 0,00 |
| Tigres UANL · México                                                          | 1.ª                 | 2017-18             | 0   | 0  | 1 | 0 | - | - | 1   | 0  | 0,00 |
| Tigres UANL · México                                                          | Total               | Total               | 0   | 0  | 6 | 0 | 0 | 0 | 6   | 0  | 0,00 |
| Athl. Morelos · México                                                        | 3.ª                 | 2016-17             | 5   | 3  | - | - | - | - | 5   | 3  | 0,60 |
| Athl. Morelos · México                                                        | Total               | Total               | 5   | 3  | 0 | 0 | 0 | 0 | 5   | 3  | 0,60 |
| C. A. Zacatepec · México                                                      | 2.ª                 | 2016-17             | 11  | 0  | 3 | 0 | - | - | 14  | 0  | 0,00 |
| C. A. Zacatepec · México                                                      | Total               | Total               | 11  | 0  | 3 | 0 | 0 | 0 | 14  | 0  | 0,00 |
| Tuxtla F. C. · México                                                         | 2.ª                 | 2018-19             | 12  | 3  | - | - | - | - | 12  | 3  | 0,25 |
| Tuxtla F. C. · México                                                         | Total               | Total               | 12  | 3  | 0 | 0 | 0 | 0 | 12  | 3  | 0,25 |
| Yalmakan F. C. · México                                                       | 3.ª                 | 2019-20             | 6   | 1  | - | - | - | - | 6   | 1  | 0,17 |
| Yalmakan F. C. · México                                                       | Total               | Total               | 6   | 1  | 0 | 0 | 0 | 0 | 6   | 1  | 0,17 |
| Colima F. C. · México                                                         | 3.ª                 | 2020-21             | 22  | 11 | - | - | - | - | 22  | 11 | 0,50 |
| Colima F. C. · México                                                         | Total               | Total               | 22  | 11 | 0 | 0 | 0 | 0 | 22  | 11 | 0,50 |
| Venados F. C. · México                                                        | 2.ª                 | 2021                | 14  | 1  | - | - | - | - | 14  | 1  | 0,07 |
| Venados F. C. · México                                                        | Total               | Total               | 14  | 1  | 0 | 0 | 0 | 0 | 14  | 1  | 0,07 |
| Saltillo F. C. · México                                                       | 3.ª                 | 2022                | 6   | 1  | - | - | - | - | 6   | 1  | 0,17 |
| Saltillo F. C. · México                                                       | Total               | Total               | 6   | 1  | 0 | 0 | 0 | 0 | 6   | 1  | 0,17 |
| Alacranes · México                                                            | 2.ª                 | 2022-23             | 4   | 0  | - | - | - | - | 4   | 0  | 0    |
| Alacranes · México                                                            | Total               | Total               | 4   | 0  | 0 | 0 | 0 | 0 | 4   | 0  | 0    |
| C. F. La Piedad · México                                                      | 3.ª                 | 2023                | 4   | 0  | - | - | - | - | 4   | 0  | 0,00 |
| C. F. La Piedad · México                                                      | Total               | Total               | 4   | 0  | 0 | 0 | 0 | 0 | 4   | 0  | 0,00 |
| Total en su carrera                                                           | Total en su carrera | Total en su carrera | 112 | 29 | 9 | 0 | 0 | 0 | 121 | 29 | 0,24 |
| (1) Incluye datos de Copa México. (3) No incluye goles en partidos amistosos. |                     |                     |     |    |   |   |   |   |     |    |      |

## Palmarés

### Títulos nacionales
| Título               | Club        | País   | Año  |
| -------------------- | ----------- | ------ | ---- |
| Campeón de Campeones | Tigres UANL | México | 2018 |